# Огласовки в сирийском письме
За́ва (за́уо, сир. ܙܘܥ̈ܐ — «движение») — система огласовок, используемая в сирийской письменности. Выделяют две сохранившиеся разновидности системы зава: у яковитов (западная) и у несториан (восточная). В обоих стандартах сохранено потерявшее смыслоразличительное значение противопоставление гласных по долготе. Этим объясняется наличие дублирующих знаков для гласных «а» и «и». Кроме знаков для гласных в сирийском письме используют ещё целый ряд диакритических знаков: руккаха (◌݂), кушшая (◌݁), кануна (◌̇), сьямэ (◌̈), талькана (◌݇). Кушшая (точка над буквой) указывает на смычное чтение согласной, например, baytā (ܒܝܬܿܐ — «дом»); руккаха (точка под буквой) — на щелевое чтение, например, melṯa (ܡܠܬܼܐ — «слово»). Кроме того, в письме эстрангело, не использующем огласовок, точки над буквой и под нею помогают различать омографы, включая грамматические формы, например, ʼeṯā (ܐܬܼܐ — «он пришёл») и ʼāṯē (ܐܬܿܐ — «приходящий»). Совокупность правил произнесения названия букв, огласовок и соответствующего произношения, применяющуюся при обучении сирийскому языку, называют хугая.

## Несторианские огласовки
Таблица огласовок на основе буквы бет (ܒ). Хвасу передают с помощью матер лекционис йод (ܝ), рваху и рвасу — с помощью буквы вав (ܘ).
| Огласовка   | Огласовка | Название    | Произношение |
| Изображение | Символ    | Название    | Произношение |
| ----------- | --------- | ----------- | ------------ |
|             | ܒܵ         | Зкапа       | а            |
|             | ܒܲ         | Птаха       | a            |
|             | ܒܹ         | Злама кышья | и            |
|             | ܒܸ         | Злама пшыка | и, э         |
|             | ܒܝܼ        | Хваса       | и            |
|             | ܒܘܿ        | Рваха       | o            |
|             | ܒܘܼ        | Рваса       | у            |

## Яковитские огласовки
| Огласовка   | Огласовка | Название | Произношение                           |
| Изображение | Символ    | Название | Произношение                           |
| ----------- | --------- | -------- | -------------------------------------- |
|             | ܒܳ         | Зкапа    | о (или а в восточносирийском диалекте) |
|             | ܒܴ         | Зкапа    | о (или а в восточносирийском диалекте) |
|             | ܒܰ         | Птаха    | a                                      |
|             | ܒܱ         | Птаха    | a                                      |
|             | ܒܶ         | Рваса    | e                                      |
|             | ܒܷ         | Рваса    | e                                      |
|             | ܒܺܝ        | Хваса    | и                                      |
|             | ܒܻܝ        | Хваса    | и                                      |
|             | ܒܽܘ        | Ысаса    | у                                      |
|             | ܒܾܘ        | Ысаса    | у                                      |
|             | ܘّ         | О        | о                                      |